# جودکی (قزوین)
جودکی روستایی از توابع بخش طارم سفلی شهرستان قزوین در استان قزوین ایران است.
جودکی ۱۵۵ نفر جمعیت دارد.